# Viseu (freguesia)
Viseu é uma freguesia portuguesa do município de Viseu, com 9,96 km² de área e 25 800 habitantes (censo de 2021). A sua densidade populacional é 2 590,4 hab./km².

## História
Foi constituída em 2013, com a denominação União das Freguesias de Viseu, no âmbito de uma reforma administrativa nacional, pela agregação das antigas freguesias de Coração de Jesus, Santa Maria de Viseu e São José.
A sua designação foi encurtada para Viseu pela lei 17/2015, de 24 de fevereiro.

## Demografia
A população registada nos censos foi:
| Ano  | 0-14 Anos | 15-24 Anos | 25-64 Anos | > 65 Anos |
| 2001 | 3252      | 3301       | 11483      | 3509      |
| 2011 | 3376      | 2502       | 13195      | 4357      |
| 2021 | 3564      | 2729       | 14076      | 5431      |

À data da junção das freguesias, a população registada no censo anterior foi:
| Freguesia atual | Freguesia atual  | Freguesia atual | Freguesias antigas       | Freguesias antigas | Freguesias antigas |
| Freguesia       | População (2011) | Área (km²)      | Freguesia                | População(2011)    | Área (km²)         |
| --------------- | ---------------- | --------------- | ------------------------ | ------------------ | ------------------ |
| Viseu           | 23 430           | 9,96            | Coração de Jesus (Viseu) | 11 245             | 2,27               |
| Viseu           | 23 430           | 9,96            | Santa Maria de Viseu     | 6790               | 3,57               |
| Viseu           | 23 430           | 9,96            | São José (Viseu)         | 5395               | 3,95               |

## Património
- Casa do Rossio (Viseu) (depois chamada do Conselheiro Afonso de Melo)
- Capela de Nossa Senhora da Vitória (Viseu)
- Igreja dos Terceiros
- Sé de Viseu
- Basílica altomedieval de Viseu
- Edifício do Antigo Seminário
- Muralhas e Portas Antigas da Cidade: Porta dos Cavaleiros, Porta do Soar
- Paço da Torre da rua de D. Duarte (antiga rua da Cadeia)
- Solar dos Peixotos
- Casa dos Primes
- Igreja de Santo António do antigo Convento das freiras Beneditinas
- Casa senhorial, apoiada sobre as muralhas de Viseu
- Casa de São Miguel
- Casa de Treixedo
- Casa da Calçada (calçada da vigia)
- Igreja da Misericórdia de Viseu
- Casa de Henrique Felgar
- Igreja do Carmo
- Cava de Viriato
- Capela de São João da Carreira

## Política

### Eleições autárquicas
| Data | %       | M       | %     | M  | %      | M      | %    | M    | %    | M   |
| Data | PPD/PSD | PPD/PSD | PS    | PS | CDS-PP | CDS-PP | B.E. | B.E. | CDU  | CDU |
| ---- | ------- | ------- | ----- | -- | ------ | ------ | ---- | ---- | ---- | --- |
| 2013 | 40,60   | 9       | 25,56 | 6  | 9,28   | 1      | 6,45 | 1    | 5,29 | 1   |
| 2017 | 44,65   | 10      | 26,67 | 6  | 6,56   | 1      | 8,51 | 1    | 5,46 | 1   |